# Колядівська сільська рада
| Колядівська сільська рада — колишній орган місцевого самоврядування у Новоайдарському районі Луганської області з адміністративним центром у с. Колядівка. Історична дата утворення: в 1920 році. Водоймища на території, підпорядкованій даній раді: річка Євсуг. Сільській раді були підпорядковані населені пункти: - с. Колядівка - с. Вовкодаєве |

## Склад ради
Рада складалася з 16 депутатів та голови.

### Керівний склад ради
| ПІБ                          | Основні відомості                                                                 | Дата обрання | Дата звільнення |
| ---------------------------- | --------------------------------------------------------------------------------- | ------------ | --------------- |
| Сап'янов Володимир Федорович | Сільський голова, 1951 року народження, освіта, член Комуністичної партії України | 26.03.2006   | 31.10.2010      |
| Сап'янов Володимир Федорович | Сільський голова, 1951 року народження, освіта вища, безпартійний                 | 31.10.2010   | 16.12.2012      |
| Бондар Олександр Іванович    | Сільський голова, 1956 року народження, освіта середня загальна, безпартійний     | 16.12.2012   |                 |

Примітка: таблиця складена за даними джерела